# Tsunehide Matsuki
Tsunehide Matsuki (jap. 松元 恒秀, Matsuki Tsunehide; * 8. August 1948; † 18. Juni 2017) war ein japanischer Studio-, Jazz- und Fusionmusiker (Gitarre).
Tsunehide Matsuki spielte ab den frühen 1970er-Jahren in der japanischen Musikszene; erste Aufnahmen entstanden 1973 mit Jiro Inagakis Band Soul Media (In the Groove). In den folgenden Jahren arbeitete er vorwiegend als Studiomusiker mit Künstlern wie Meiko Kaji, Kenji Sawada, Joe Yamanaka, Kimiko Kasai, Tatsuro Yamashita, Taeko Onuki und Kentarō Shimizu, ferner in den Formationen Eiji Arai & The Beatsounds und The Players. Im Bereich des Jazz/Fusion arbeitete er u. a. mit Kiyoshi Sugimoto, Kei Ishiguro, Yasuo Agawa, Hiromasa Suzuki, George Otsuka, 1979 mit Art Pepper.
1980 legte er mit Toots Thielemans das gemeinsame Fusion-Album Kaleidoscope vor, an dem noch Naoya Matsuoka (Piano, Arrangements), Shigeharu Mukai, Shuichi Murakami, Yasuaki Shimizu, Kiyoshi Shugimoto und Hidefumi Toki beteiligt waren. In den 1980er- und 1990er-Jahren arbeitete er weiterhin mit Harumi Kaneko, Nancy Wilson (Keep You Satisfied), Masaru Imada, Kimiko Itoh und Salena Jones.
Im Bereich des Jazz listet ihn Tom Lord zwischen 1973 und 1998 bei 37 Aufnahmesessions. Als Studiomusiker wirkte er  ab 1978 bei zahlreichen Soundtracks von Anime-Filmen und Computerspielen mit.